# Teymur Guliyev
Pour les articles homonymes, voir Guliyev.
Teymur Guliyev (en azéri : Teymur İmanqulu oğlu Quliyev ; né le 25 novembre 1888 à Djebrayil et mort le 18 novembre 1965 à Bakou) était un chef d'État et de Parti soviétique.

## Biographie
Né à Jebrail, province d'Elizavetpol. Membre du Parti Communiste Russe depuis 1920. La même année, il entre au service du GPU (Direction politique principale) auprès du Conseil des commissaires du peuple de la RSS d'Azerbaïdjan. Sur la base des résultats de ses activités, alors qu'il occupait le poste de chef adjoint du Département politique secret du GPU de la RSS d'Azerbaïdjan.

## Participation aux répressions staliniennes
D'octobre 1934 à octobre 1936 Président du Collège spécial de la Cour suprême de la RSS d'Azerbaïdjan.
D'octobre 1936 au 13.11.1937 Président de la Cour suprême de la RSS d'Azerbaïdjan.
Les années 1937-1938 sont marquées par l'adhésion à la troïka spéciale, créée par ordre du NKVD de l'URSS en date du 30 juillet 1937 n° 00447 et la participation active aux répressions staliniennes.

## Activité au Conseil des ministres
- De 1946 à 1953 président du Conseil des ministres de la RSS d'Azerbaïdjan.
- 18.04.53 - 13.8.1953 1er vice-président du Conseil des ministres de la RSS d'Azerbaïdjan.
- 17.08.1953 - 09.03.1954,  Président du Conseil des ministres de la RSS d'Azerbaïdjan[3].

## Activité au sein du Parti
- 1939-1952, membre de la Commission centrale d'audit du PCUS (b)
- 1952-1956, membre du Comité central du PCUS. Député du Soviet suprême de l'URSS.
- 1954-1956, il est directeur d'une ferme viticole d'État à Kirovabad (Gandja).

Par décision du Comité central du Parti communiste d'Azerbaïdjan en date du 28 août 1956, il est expulsé du PCUS "pour violations flagrantes du droit social et assistance active aux crimes de Bagirov et de sa bande". Cette décision est confirmée par le décret du PCC sous le Comité central du PCUS du 28 mars 1957.

## Récompenses
- 3 Ordre de Lénine
- Ordre de la Guerre Patriotique, I degré
- Ordre de la Bannière Rouge du Travail
- Insigne "Travailleur Honoraire de la Tchaka-OGPU.